# Sorsogona melanoptera
Sorsogona melanoptera är en fiskart som beskrevs av Knapp och Wongratana, 1987. Sorsogona melanoptera ingår i släktet Sorsogona och familjen Platycephalidae. Inga underarter finns listade i Catalogue of Life.